# Заветный (Ростовская область)
Заветный — упразднённый в 2000 году посёлок в Кагальницком районе Ростовской области России. Входил на год упразднения в состав Калининского сельского совета.

## География
Располагался на реке Мечетка.

## История
На карте РККА юга России 1941 года обозначено как селение без названия.
По решению Законодательного собрания Ростовской области посёлок был исключён из учётных данных «как фактически не существующий».